# La Teoría Dorada de Popeye
 (octobre 2017).
Si vous disposez d'ouvrages ou d'articles de référence ou si vous connaissez des sites web de qualité traitant du thème abordé ici, merci de compléter l'article en donnant les références utiles à sa vérifiabilité et en les liant à la section « Notes et références ».
La Théorie Dorée de Popeye (La Teoría Dorada de Popeye) est un groupe de musique cubain créé par Josuhe Pagliery, Noel Serrano et David Beltrán Domínguez. Depuis sa création en 2003, le groupe s’est produit dans plusieurs festivals, parfois même en collaboration avec des musiciens de rock cubains réputés. 

## Histoire
La Teoría Dorada de Popeye (La Théorie Dorée de Popeye) fut créée en 2003 à La Havane. Leur musique – souvent qualifiée de grunge cubain - vise à associer art et musique, comme en témoignent leurs vidéoclips ou leurs spectacles.

L’identité des artistes reste un mystère. Cachés derrière des masques de cartoon, ils font allusion à G. K. Chesterton,  un écrivain anglais connu comme « le prince du paradoxe », considérant que leurs masques en révèlent davantage sur leur identité. Le groupe critique la culture pop tout en s’affirmant stars de rock — à la fois idoles des jeunes et infiltrés. Le nom du groupe fait référence à la phrase fétiche de Popeye, I Yam What I Yam. Les amateurs de musique acceptent TDP comme un groupe punk rock. 

Aucun des membres de La Teoría Dorada de Popeye n’a suivi de formation musicale. L’appréciation de leur fans laisse donc à penser qu’ils ont, semble-t-il, réussi leur challenge, à savoir fusionner la musique et l’art. D’après les autorités cubaines, et les partisans de « l’authentique » musique cubaine, la musique de La Teoría Dorada de Popeye est « trop nord-américaine ».

La formation de Pagliery à l’ICAIC (l’Institut de Cinéma Cubain) a certainement contribué aux récompenses qu’ils ont reçues pour certains de leurs vidéoclips. 
Une autre caractéristique intéressante est que le groupe La Teoría Dorada de Popeye chante en anglais, un choix qu’ils justifient par le fait que chaque langue a un style différent, et que leur message ne serait pas si fort en espagnol. 

## Fondateurs
Deux des fondateurs, Josuhe Pagliery et Noel Serrano, ont suivi le même parcours scolaire : tous les deux ont commencé par étudier la peinture à l’Académie des Beaux-Arts de San Alejandro avant d’obtenir leur MFA (Master of Fine Arts) à l’Institut d’Art Supérieur de La Havane.

En 2003, Pagliery, Serrano et Domínguez fondèrent le collectif La Teoría Dorada de Popeye (La Théorie Dorée de Popeye) à La Havane.